# Ша-У-Као
Ша-У-Као (Ша-Ю-Као) — французька танцівниця, клоунесса і акробатка, що працювала в кабарі Мулен Руж наприкінці XIX століття.

## Біографія
До вступу на роботу в Мулен Руж Ша-У-Као виступала як клоун у «Новому цирку» і танцювала в кабаре Оллера. Свій звучний псевдонім вона отримала в результаті злиття фрагментів слів «chahut» (назва непристойного танцю, популярного в середині XIX століття і що нагадував канкан) і «chaos» (з фр. - «Шум») та їх спотворенні на японський манер.
Ша-У-Као була єдиною танцівницею в Мулен Ружі, про яку приємно відгукувався Валентин Безкістний.

## Ша-У-Као та Тулуз-Лотрек
Познайомившись із французьким художником- постімпресіоністом Анрі де Тулуз-Лотреком, Ша-У-Као незабаром стала однією з його улюблених моделей. Художника захоплювала ця жінка, що наважилася вибрати класичну чоловічу професію клоуна і не боялася відкрито заявляти, що вона лесбійка .
Вперше Тулуз-Лотрек зобразив Ша-У-Као в момент, коли клоунеса, обнявшись із подругою, танцювала вальс: на цьому полотні вона постає перед глядачем у звичайному одязі, без гриму. У наступні кілька місяців він виконав ще ряд етюдів з неї, зобразивши Ша-У-Као в цирковому костюмі — у шароварах до колін, у ліфі з пишними воланами та великому білому гострокінцевому ковпаку, прикрашеному жовтими стрічками. Серія кольорових літографій Тулуз-Лотрека «Вони», присвяченої головним чином повіям, також відкривається зображенням Ша-У-Као .

## Галерея

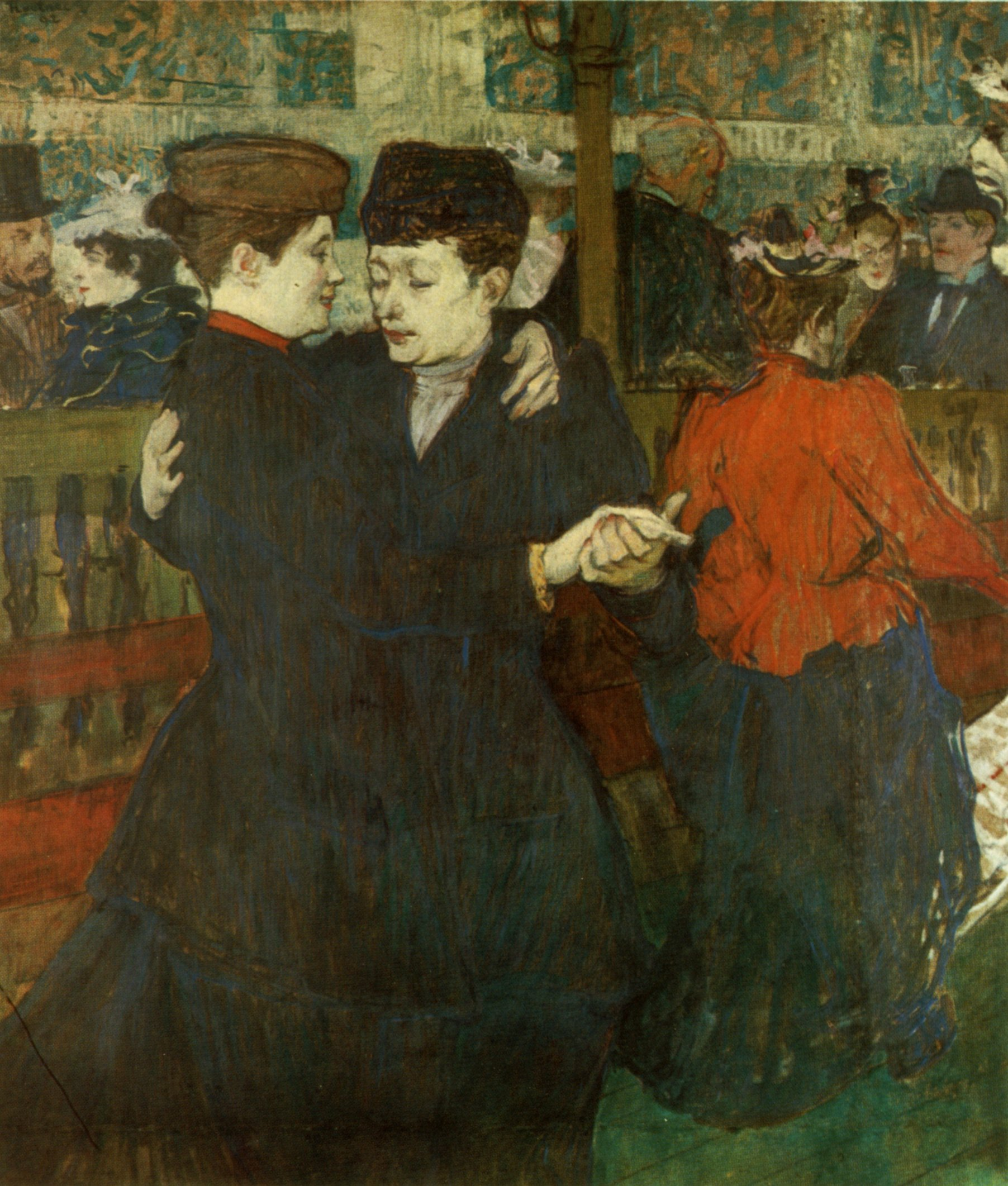
«Дві жінки, що танцювали в Мулен Руж» (1892)
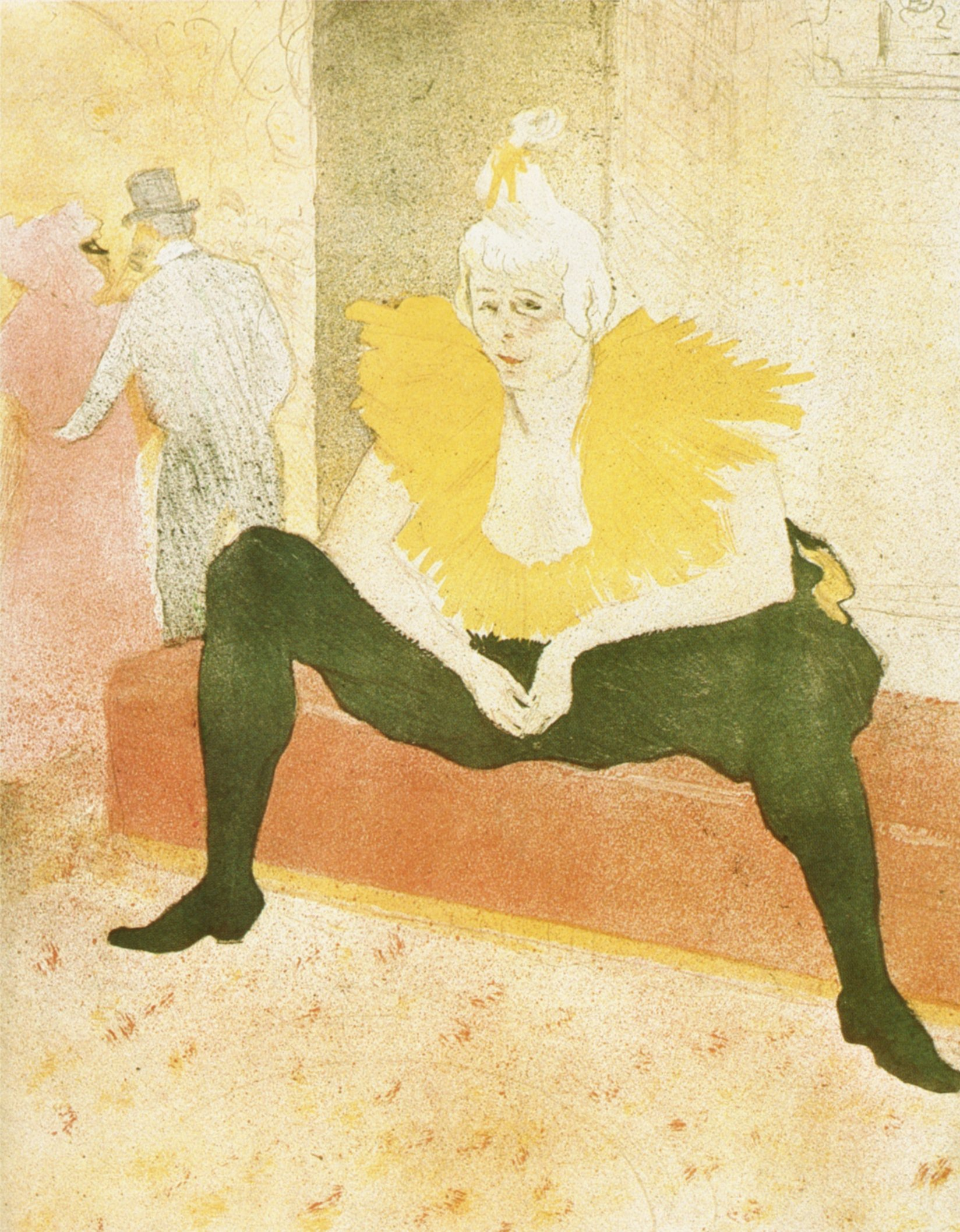
«Ша-У-Као, що сидить» (літографія; 1896)
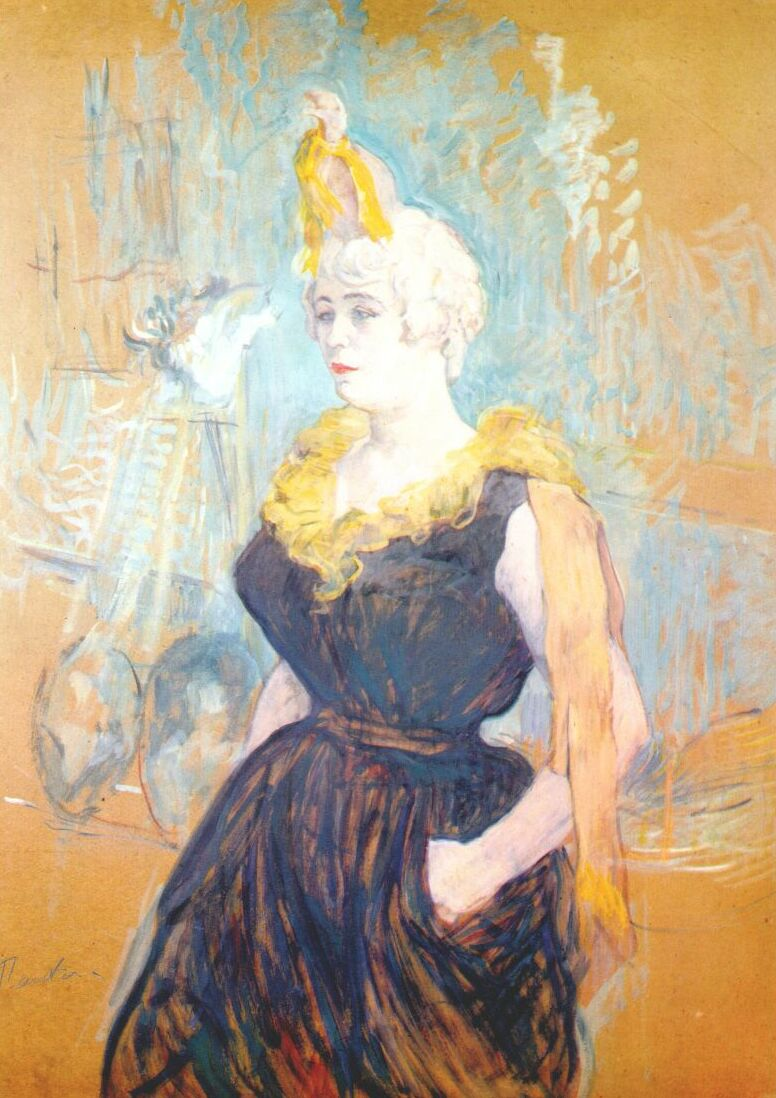
«Клоунесса Ша-У-Као» (1895)
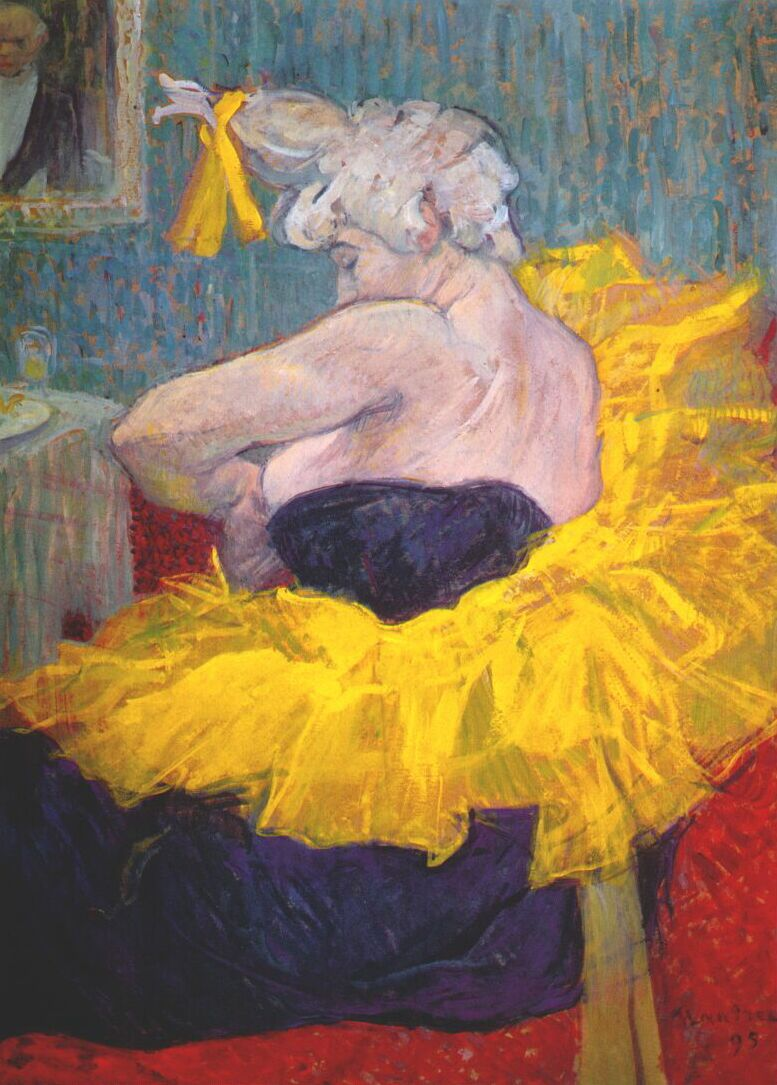
"Клоунесса Ша-У-Као в Мулен Руж" (1895)
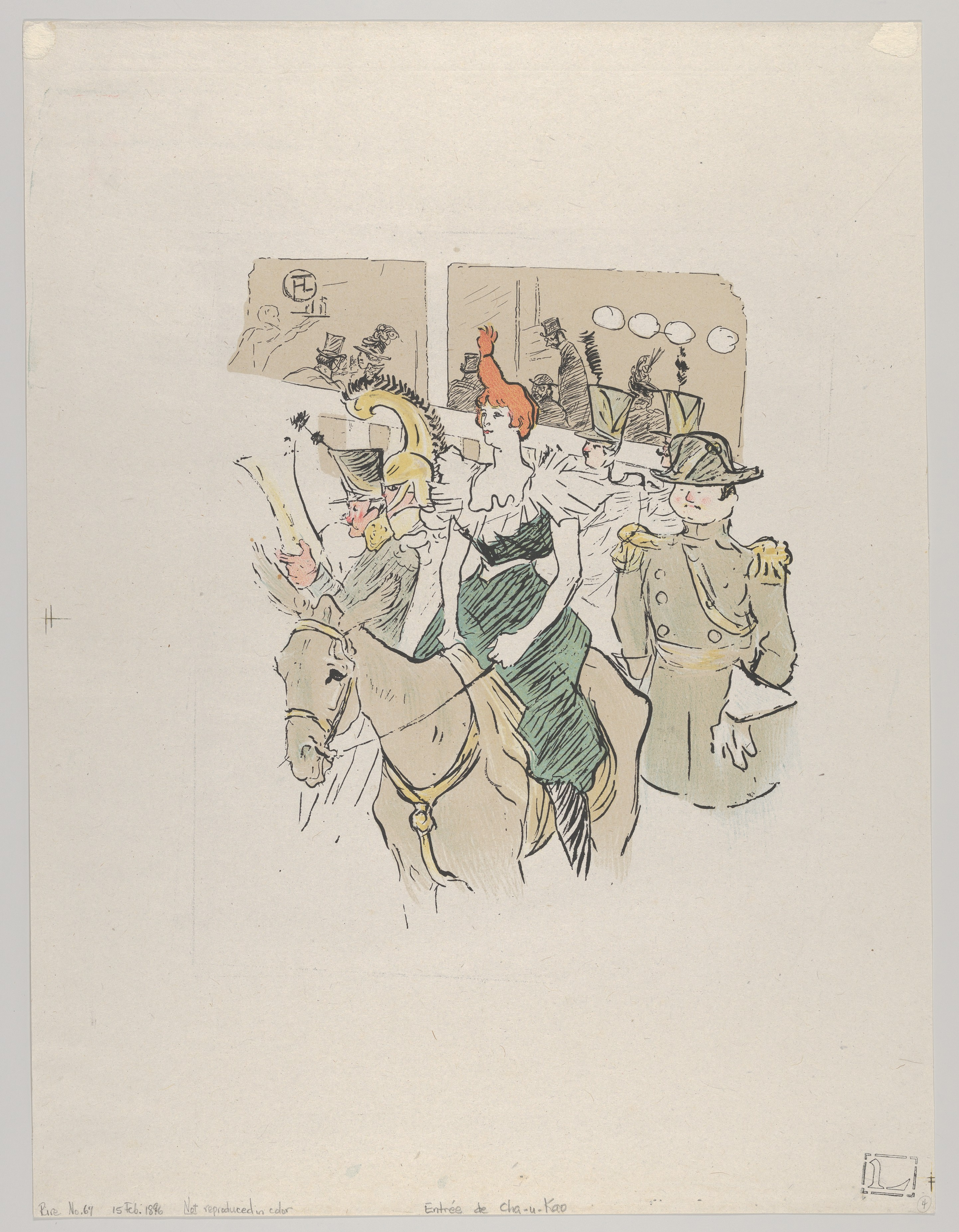
Entrée de Cha-u-Kao, from Le Rire, No. 67, 15 February 1896
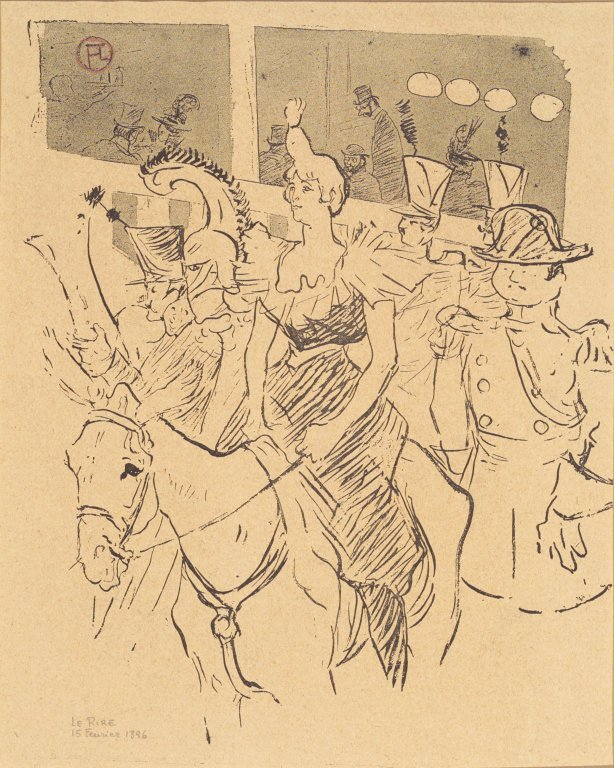
Entree de Cha-U-Kao
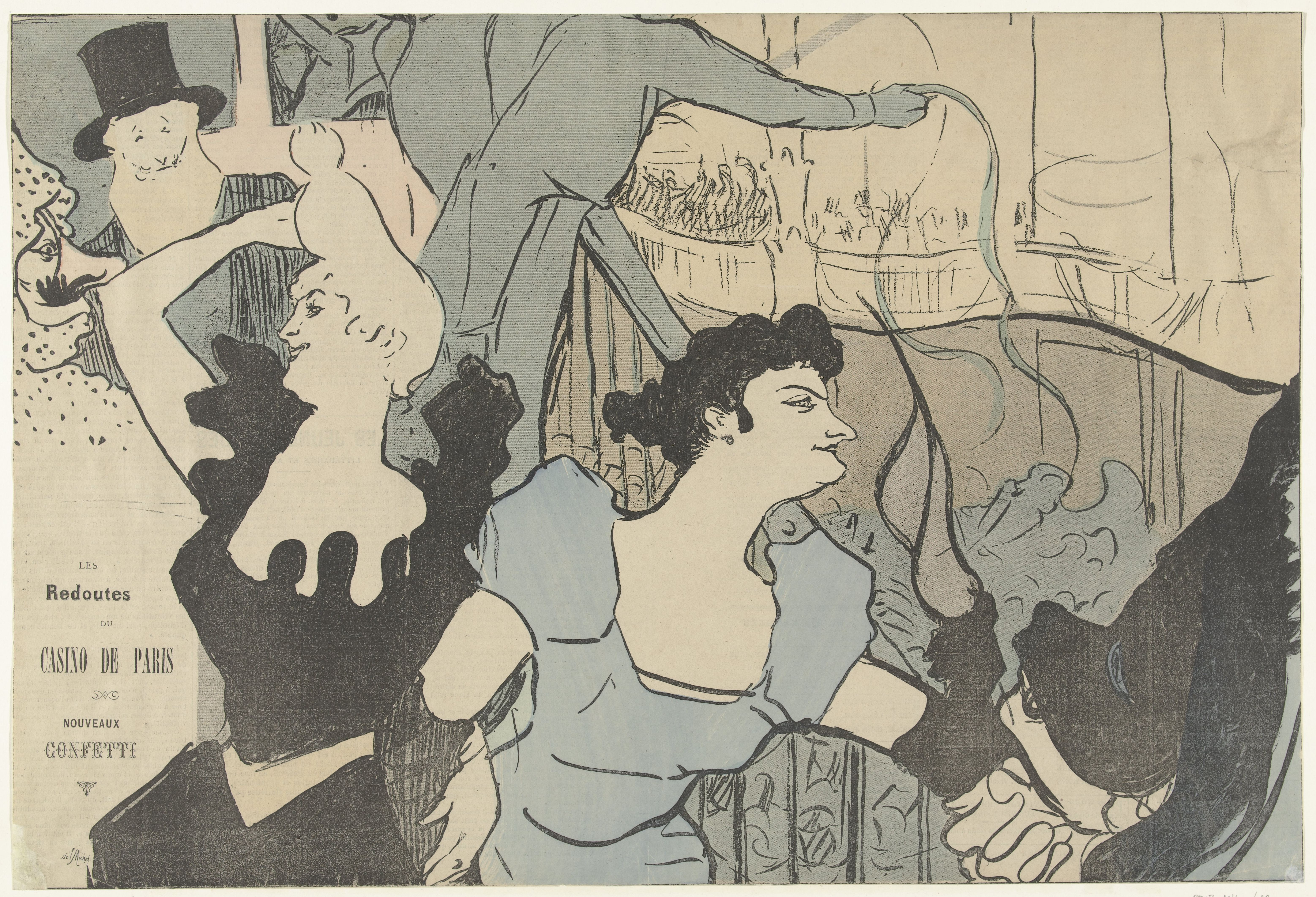
Poster for masked ball in Paris Casino with portraits of Cha-u-kao and Yvette Guilbert Les Redoutes du Casino de Paris